# Koraon
Koraon é uma cidade e uma nagar panchayat no distrito de Allahabad, no estado indiano de Uttar Pradesh.

## Demografia
Segundo o censo de 2001, Koraon tinha uma população de 12 137 habitantes. Os indivíduos do sexo masculino constituem 53% da população e os do sexo feminino 47%. Koraon tem uma taxa de literacia de 56%, inferior à média nacional de 59.5%: a literacia no sexo masculino é de 68% e no sexo feminino é de 44%. Em Koraon, 20% da população está abaixo dos 6 anos de idade.